# Valentina Gemetto
Valentina Gemetto (* 4. Februar 1998 in Saluzzo) ist eine italienische Leichtathletin, die sich auf den Langstreckenlauf spezialisiert hat.

## Sportliche Laufbahn
Erste internationale Erfahrungen sammelte Valentina Gemetto bei den Crosslauf-Weltmeisterschaften 2017 in Kampala, bei denen sie nach 23:34 min auf den 81. Platz im U20-Rennen gelangte. Im Juli belegte sie bei den U20-Europameisterschaften in Grosseto in 17:25,69 min den siebten Platz im 5000-Meter-Lauf. Es folgte eine dreijährige Wettkampfpause, ehe sie seit 2021 wieder Wettkämpfe bestreitet. Bei den Crosslauf-Europameisterschaften 2023 in Brüssel wurde sie in 36:48 min 25. im Einzelbewerb und im Jahr darauf gelangte sie bei den Europameisterschaften in Rom mit 33:23,43 min auf den 21. Platz im 10.000-Meter-Lauf. Im Dezember wurde sie dann bei den Crosslauf-Europameisterschaften in Antalya in 27:18 min 39. im Einzelbewerb. Bei den erstmals ausgetragenen Straßenlauf-Europameisterschaften 2025 in Löwen lief sie nach 31:44 min auf dem neunten Platz im 10-km-Straßenlauf ein und gewann in der Teamwertung die Goldmedaille. 

## Persönliche Bestleistung
- 3000 Meter: 8:50,57 min, 6. September 2023 in Rovereto
  - 3000 Meter (Halle): 9:03,51 min, 8. Februar 2025 in Metz
- 5000 Meter: 15:25,30 min, 17. Juni 2023 in Wien
- 10.000 Meter: 33:09,43 min, 18. Mai 2024 in London
- 10-km-Straßenlauf: 31:44 min, 13. April 2025 in Löwen